# Le Paradis de Suzaki
Pour plus de détails, voir Fiche technique et Distribution.
Le Paradis de Suzaki (洲崎パラダイス 赤信号, Suzaki Paradaisu: Akashingō) est un film japonais réalisé par Yūzō Kawashima sorti en 1956.

## Synopsis
Un pont marque la frontière entre le quartier chaud de Suzaki et les quartiers plus respectables de Tokyo. Yoshiji et Tsutae, jeune couple sans le sou, sont à la recherche d'un travail et d'un logement. Juste avant d'abandonner et de passer de l'autre côté, Tsutae — qui par le passé a été prostituée — trouve du travail dans l'un des bars à saké qui bordent les rues du quartier. Otoku, la propriétaire du bar, élève seule ses deux enfants depuis qu'elle a été abandonnée par son mari. Yoshiji obtient un emploi de livreur pour un restaurant de soba. Tsutae exploite adroitement sa nouvelle position pour attirer l'attention d'Ochiai, un homme bien nanti. Pendant ce temps, l'amertume, l'apitoiement sur soi et la jalousie empêchent Yoshiji de remarquer que Tamako, une de ses collègues du restaurant de soba est attirée par lui. Le couple se déchire puis se retrouve avant de décider de grimper dans un bus et de partir.

## Fiche technique
- Titre : Le Paradis de Suzaki[1]
- Titre original : 洲崎パラダイス 赤信号 (Suzaki Paradaisu: Akashingō?)[2]
- Réalisation : Yūzō Kawashima
- Assistant réalisateur : Shōhei Imamura
- Scénario : Toshirō Ide (ja) et Nobuyoshi Terada, d'après le roman homonyme de Yoshiko Shibaki
- Photographie : Kuratarō Takamura
- Décors : Kimihiko Nakamura
- Montage : Tadashi Nakamura
- Musique : Riichirō Manabe (ja)
- Producteur : Hiroyoshi Hayashimoto
- Sociétés de production : Nikkatsu
- Pays d'origine :  Japon
- Langue originale : japonais
- Format : noir et blanc — 1,37:1 — Format 35 mm — son mono
- Genre : drame
- Durée : 81 minutes[3] (métrage : neuf bobines - 2 226 m[3])
- Date de sortie 
  - Japon : 31 juillet 1956[3]

## Distribution
- Michiyo Aratama : Tsutae
- Tatsuya Mihashi : Yoshiji, son compagnon
- Yukiko Todoroki : Otoku, la propriétaire du bar à saké
- Seizaburō Kawazu (ja) : M. Ochiai
- Izumi Ashikawa : Tamako, une employée du restaurant de soba
- Shōichi Ozawa : Sankichi un employé du restaurant de soba
- Shinsuke Maki : Nobuo, un chauffeur de camion client du bar
- Kenjirō Uemura (ja) : Denshichi, le mari d'Otoku
- Asako Tsuda : Hatsue
- Tōru Hiranuma : Kazuo, fils ainé d'Otoku
- Kaoru Matsumoto : Toshio, second fils d'Otoku
- Kyōzō Fuyuki : le patron du restaurant de soba
- Tomio Aoki : le livreur de glace